# Montmartin-en-Graignes
Montmartin-en-Graignes és un municipi francès situat al departament de la Manche i a la regió de Normandia. L'any 2007 tenia 543 habitants.

## Demografia

### Població
El 2007 la població de fet de Montmartin-en-Graignes era de 543 persones. Hi havia 204 famílies de les quals 44 eren unipersonals (24 homes vivint sols i 20 dones vivint soles), 68 parelles sense fills, 64 parelles amb fills i 28 famílies monoparentals amb fills.
La població ha evolucionat segons el següent gràfic:
Habitants censats

### Habitatges
El 2007 hi havia 261 habitatges, 214 eren l'habitatge principal de la família, 36 eren segones residències i 11 estaven desocupats. 256 eren cases i 3 eren apartaments. Dels 214 habitatges principals, 180 estaven ocupats pels seus propietaris, 31 estaven llogats i ocupats pels llogaters i 3 estaven cedits a títol gratuït; 9 tenien dues cambres, 37 en tenien tres, 60 en tenien quatre i 108 en tenien cinc o més. 157 habitatges disposaven pel capbaix d'una plaça de pàrquing. A 98 habitatges hi havia un automòbil i a 100 n'hi havia dos o més.

### Piràmide de població
La piràmide de població per edats i sexe el 2009 era:
| Homes | Edats   | Dones |
| ----- | ------- | ----- |
| 0     | 95 o +  | 4     |
| 0     | 90 a 94 | 4     |
| 0     | 85 a 89 | 4     |
| 4     | 80 a 84 | 0     |
| 4     | 75 a 79 | 8     |
| 24    | 70 a 74 | 16    |
| 20    | 65 a 69 | 16    |
| 16    | 60 a 64 | 36    |
| 4     | 55 a 59 | 16    |
| 24    | 50 a 54 | 16    |
| 20    | 45 a 49 | 8     |
| 28    | 40 a 44 | 16    |
| 20    | 35 a 39 | 16    |
| 12    | 30 a 34 | 12    |
| 24    | 25 a 29 | 8     |
| 20    | 20 a 24 | 16    |
| 24    | 15 a 19 | 16    |
| 28    | 10 a 14 | 8     |
| 24    | 5 a 9   | 4     |
| 8     | 0 a 4   | 8     |

## Economia
El 2007 la població en edat de treballar era de 325 persones, 237 eren actives i 88 eren inactives. De les 237 persones actives 225 estaven ocupades (129 homes i 96 dones) i 12 estaven aturades (3 homes i 9 dones). De les 88 persones inactives 32 estaven jubilades, 26 estaven estudiant i 30 estaven classificades com a «altres inactius».

### Ingressos
El 2009 a Montmartin-en-Graignes hi havia 214 unitats fiscals que integraven 542 persones, la mediana anual d'ingressos fiscals per persona era de 15.129 €.

### Activitats econòmiques
Dels 19 establiments que hi havia el 2007, 1 era d'una empresa alimentària, 8 d'empreses de construcció, 2 d'empreses de comerç i reparació d'automòbils, 2 d'empreses d'hostatgeria i restauració, 4 d'empreses de serveis i 2 d'empreses classificades com a «altres activitats de serveis».
Dels 7 establiments de servei als particulars que hi havia el 2009, 1 era un paleta, 2 fusteries, 3 lampisteries i 1 restaurant.
L'any 2000 a Montmartin-en-Graignes hi havia 57 explotacions agrícoles que ocupaven un total de 1.827 hectàrees.

## Poblacions més properes
El següent diagrama mostra les poblacions més properes.